# Luxemburgo en los Juegos Paralímpicos de Río de Janeiro 2016
Luxemburgo estuvo representado en los Juegos Paralímpicos de Río de Janeiro 2016 por tres deportistas masculinos. El equipo paralímpico luxemburgués no obtuvo ninguna medalla en estos Juegos.